# Salão Paulista de Belas Artes
O Salão Paulista de Belas Artes foi um evento artístico criado em 4 de novembro de 1933 pelo decreto estadual número 6 111, assinado por Armando de Sales Oliveira, interventor federal em São Paulo. O regulamento foi elaborado pelo Conselho de Orientação Artística do Estado.
Entre os vários incentivadores da ideia de um salão anual em São Paulo, nos moldes do Salão da Escola Nacional de Belas Artes, destacaram-se o arquiteto Alexandre Albuquerque e o pintor Clodomiro Amazonas.
Com grande sucesso, o primeiro Salão foi inaugurado em 25 de janeiro de 1934, data em que se comemora a fundação da capital paulista. Nele, foi concedida a medalha de honra ao pintor paulista Pedro Alexandrino.
A partir da 8ª edição, de 1942, o Salão aconteceu na Galeria Prestes Maia.